# Полтавська обласна філармонія
Полтавська обласна філармонія — філармонія обласного значення у Полтаві, заснована 24 вересня 1943 року, після визволення міста від німецької окупації.

## Творчі колективи
У закладі працюють колективи: концертний ансамбль «Чураївна», пісенно-танцювальний ансамбль «Полтава», тріо бандуристок «Вишиванка», камерний оркестр, гурт "Краяни-Band", солісти філармонії: Лідія Кретова, Руслан Христиченко, Ігор Година, Лариса Борисенко, Марина Ткаченко, заслужені артисти України Валентина Колісник, Тетяна Садохіна, Олена Шевченко, Микола Гармаш. 

### Чураївна

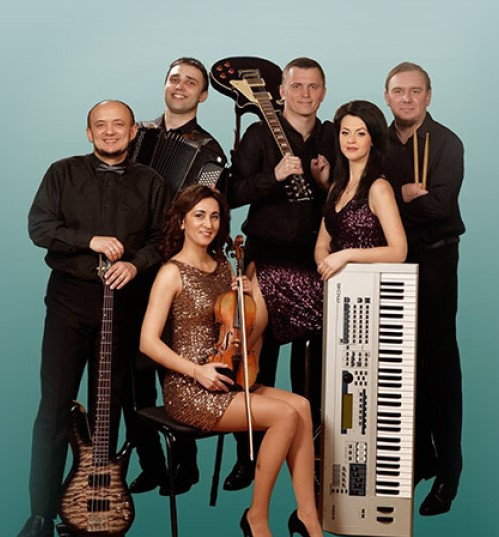
Концертний ансамбль «Чураївна»

Концертний ансамбль «Чураївна» — створений у 1987 році. В репертуарі колективу українські народні і авторські твори, зокрема пісні Марусі Чурай та Раїси Кириченко, сучасні обробки інструментальних та вокальних творів відомих виконавців.
Колектив був створений 1987 року для Раїси Опанасівни Кириченко — народної артистки України, лауреата Національної премії України імені Тараса Шевченка, уродженки Полтавщини.
Ансамбль гастролював багатьма країнами світу: Україною, Польщею, Німеччиною, Австрією, Латвією, Ліваном (2018, дні української культури в Бейруті), Естонією, Чехією, Румунією та іншими.
Двадцять років віддали колективу його перший керівник, заслужений працівник культури України, музикант Микола Жорновий, його дружина Валентина Жорнова та музикант Борис Козлов. Майже двадцять п'ять років у колективі працювала бандуристка Леся Гринчук. Співпрацювали із колективом Микола Кириченко, Євген Міхно, Юрій Кисляк, Сергій Прокопишин, Сергій Єгоров, Олег Тищик та інші митці. Солісткою колективу багато років була народна артистка України Наталія Хоменко.

Звукорежисерами колективу працювали: Петро Сливка, Олег Бурмак, Вячеслав Козлов.
Станом на лютий 2023 учасниками колективу є Альона Кіба — соло-скрипка, Алла Чепець — клавішні інструменти, Роман Шегера — баян, Роман Трирог — ударні інструменти, Костянтин Дусенко — гітара, Сергій Бригида — бас-гітара; художній керівник.

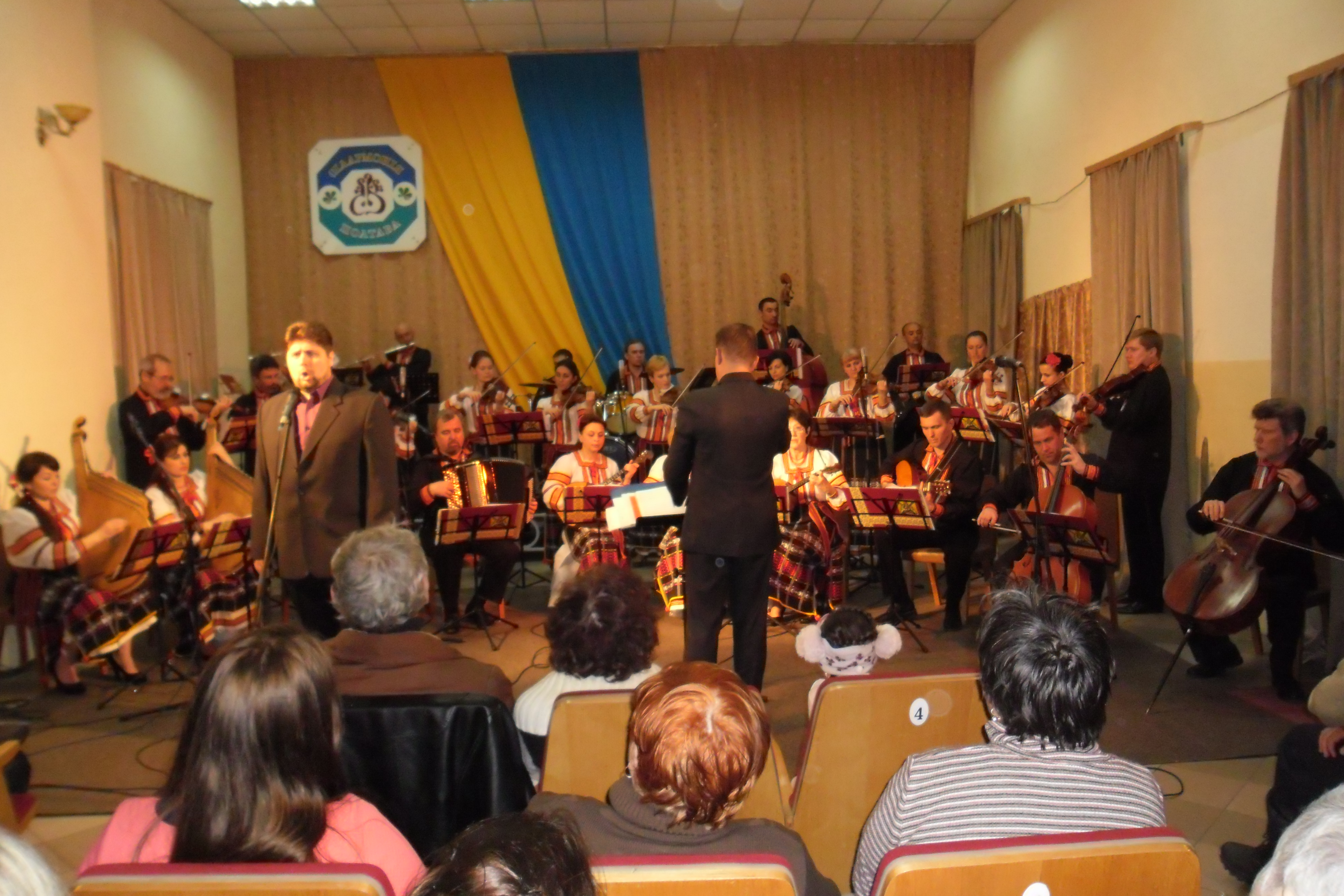
Полтавська філармонія. Фрагмент концерту. 2015 р.

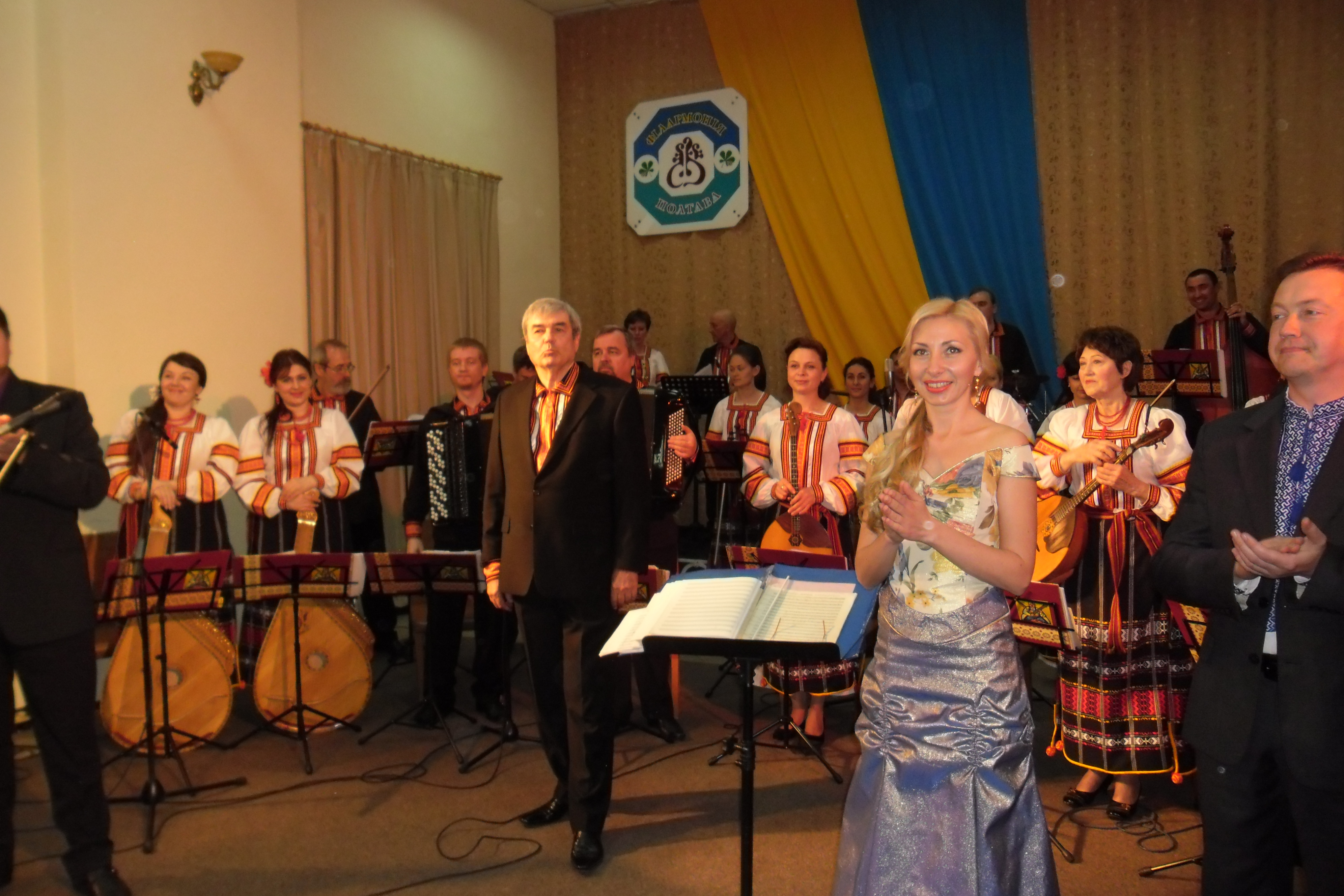
Полтавська філармонія. Фрагмент концерту. 2015 р.

Артисти-вокалісти: лауреати міжнародних і Всеукраїнських конкурсів Лідія Кретова, Ігор Година, Руслан Христиченко і Олексій Рубан. Співпрацює з ансамблем також заслужена артистка України Тетяна Садохіна.
Відзнаки:
- Перше місце в номінації «Інструментальний колектив» на міжнародному конкурсі-фестивалі «Світ музики» (Фівізано, Італія),[4]
- Лауреат Всеукраїнського фестивалю сучасної української пісні «Два кольори» імені О.Білаша,
- Лауреат обласної премії імені І. П. Котляревського.